# Hughes Comet
Pas d'image ? Cliquez ici

a Compétitions nationales et continentales officielles uniquement.

Hughes Comet, né le 16 décembre 1958 à Rabat (Maroc), est un joueur français de rugby à XV qui a joué au poste de troisième ligne centre.

## Biographie
Il a joué successivement avec le Stade toulousain de 1977 à 1983 puis le Football club villefranchois et l'Avenir valencien.

## Palmarès
- Finaliste du championnat de France (1): 1980